# Cantonul Montceau-les-Mines-Sud
Cantonul Montceau-les-Mines-Sud este un canton din arondismentul Chalon-sur-Saône, departamentul Saône-et-Loire, regiunea Burgundia, Franța.

## Comune
| Comune             | Populație (1999) | Cod poștal | Cod INSEE |
| ------------------ | ---------------- | ---------- | --------- |
| Montceau-les-Mines | 20 634           | 71300      | 71306     |
| Saint-Vallier      | 9 541            | 71230      | 71486     |